# Gentianopsis barbata
Gentianopsis barbata är en gentianaväxtart. Gentianopsis barbata ingår i släktet strandgentianor, och familjen gentianaväxter.

## Underarter
Arten delas in i följande underarter:
- G. b. barbata
- G. b. raupii
- G. b. alboflavida
- G. b. stenocalyx